# Rickey Medlocke

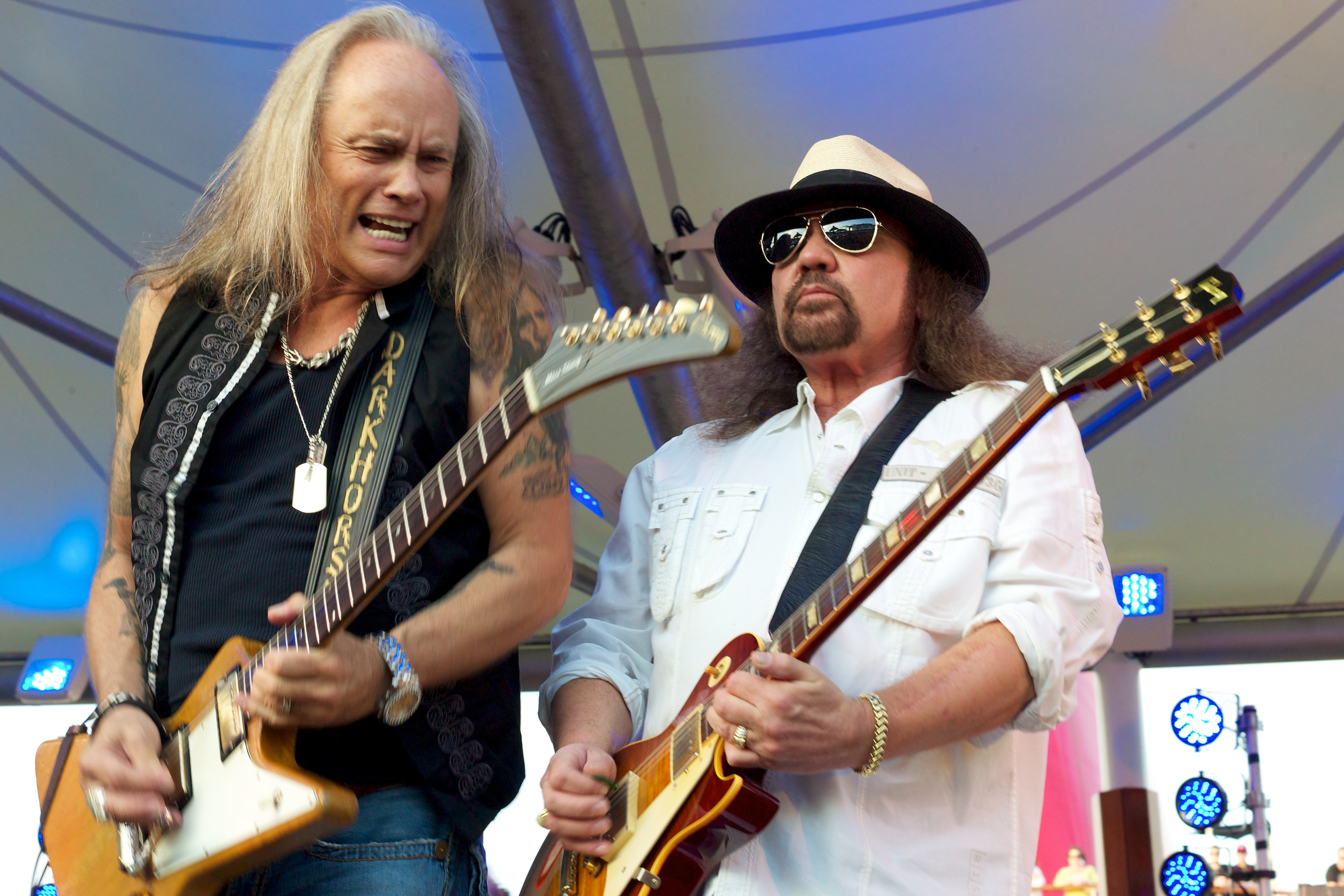
Medlocke, izquierda, junto a su compañero de banda Gary Rossington en un concierto de Lynyrd Skynyrd en 2011

Rickey Medlocke (17 de febrero de 1950), músico estadounidense nacido en Jacksonville (Florida), partícipe del nacimiento del southern rock, y coetáneo de grandes bandas como The Allman Brothers Band o Lynyrd Skynyrd. Es conocido principalmente por ser cantante y guitarrista de Blackfoot, aunque actualmente es guitarrista de Lynyrd Skynyrd, banda de la cual formó parte durante un breve período en 1970.

## Biografía
Jacksonville, el lugar donde creció, es considerado la cuna del rock sureño. Otros grandes músicos como Shorty Medlocke, Hoyt Axton o Glenn Reaves vivían allí, y seguramente fue este clima de talento que ayudó a Rickey a curtirse como músico.
Su abuelo, Shorty Medlocke, conocido como un gran bluesman, puso en sus manos un instrumento desde muy pequeño, de manera que a los cinco años, Rickey ya era capaz de tocar la guitarra a un nivel considerable.
Cuando acabó el instituto, formó su primera banda, Blackfoot.

## En Blackfoot
Formado en 1969, Rickey estuvo poco más de un año, y pasó a formar parte de Lynyrd Skynyrd, durante tres años. 
Este cambio se debió a la escasez de conciertos que tenía el grupo, por lo cual contactó con Ronnie Van Zant en busca de un puesto en la banda, y consiguiendo así entrar a formar parte de esta como batería. 
Después de tres años en Lynyrd Skynyrd, Rickey volvió a Blackfoot para grabar su primer álbum 'No reservations' en 1974 y sacarlo en 1975. El poco interés de la discográfica en Blackfoot hizo que sus dos primeros álbumes no alcanzaran el éxito, pero en su siguiente disco 'Strikes', esta vez con una nueva discográfica (Atlantic), llegó a producir dos hits como 'Train train' o 'Highway Song'. El cambio en las tendencias musicales de 1985 precipitó el grupo a la desaparición.

## Discografía

### Blackfoot
- No Reservations (1975)
- Flyin' High (1976)
- Strikes (1979)
- Tomcattin (1980)
- Marauder (1981)
- Highway Song Live (1982)
- Siogo (1983)
- Vertical Smiles (1984)
- Rick Medlocke And Blackfoot (1987)
- Medicine Man (1990)
- After the Reign (1994)
- Live On The King Biscuit Flower Hour (1999)

### Lynyrd Skynyrd
- Street Survivors (1977)
- Skynyrd's First and... Last (1978)
- Twenty (1997)
- Lyve from Steel Town (1998)
- Skynyrd's First and... Last (1998)
- Edge of Forever (1999)
- Christmas Time Again (2000)
- Vicious Cycle (2003)
- Lynyrd Skynyrd Lyve: The Vicious Cycle Tour (2003)
- God & Guns (2010)
- Last of a Dyin' Breed (2012)